# Championnat du monde des voitures de sport 1989
Navigation
Édition précédente Édition suivante
Le Championnat du monde des voitures de sport 1989 est la 37e saison du Championnat du monde des voitures de sport (WSC) FIA. Il est réservé pour les voitures du Groupe C classées en deux catégories : C1 et C2. La catégorie GTP est invitée et permet à Mazda de prendre part à ce championnat qui s'est couru du 9 avril 1989 au 29 octobre 1989, comprenant huit courses.

## Calendrier
| Manche | Course                              | Circuit                      | Participants | Date         |
| ------ | ----------------------------------- | ---------------------------- | ------------ | ------------ |
| 1      | WSPC Suzuka (480 km)                | Circuit de Suzuka            | 34           | 9 avril      |
| 2      | 480 km de Dijon                     | Circuit de Dijon-Prenois     | 36           | 21 mai       |
| 3      | Tropheo Repsol (480 km)             | Circuit permanent du Jarama  | 23           | 25 juin      |
| 4      | Brands Hatch Trophy (480 km)        | Brands Hatch                 | 36           | 23 juillet   |
| 5      | International ADAC Trophäe (480 km) | Nürburgring                  | 36           | 20 août      |
| 6      | Wheatcroft Gold Cup (480 km)        | Donington Park               | 33           | 3 septembre  |
| 7      | 480 km de Spa                       | Circuit de Spa-Francorchamps | 38           | 17 septembre |
| 8      | Trofeo Hermanos Rodriguez (480 km)  | Autódromo Hermanos Rodríguez | 32           | 29 octobre   |

## Résultats de la saison

### Attribution des points
Les points sont distribués aux dix premiers de chaque course dans l'ordre de 20-15-12-10-8-6-4-3-2-1 points, toutefois :
- Les pilotes qui ne conduisent pas la voiture dans un certain pourcentage de tours dans une course n'ont pas droit aux points.
- Les constructeurs ne reçoivent les points que de leur voiture la mieux classée, les autres voitures du même constructeur ne marquant aucun point, cependant les points sont attribués aux pilotes de ces voitures.
- Le pilote et les équipes ne marquent pas de points s'ils n'accomplissent pas 90 % de la distance du vainqueur.

### Courses
| Manche | Circuit            | Équipe vainqueur C1              | Équipe vainqueur C2                   | Résultats |
| Manche | Circuit            | Pilote vainqueur C1              | Pilote vainqueur C2                   | Résultats |
| ------ | ------------------ | -------------------------------- | ------------------------------------- | --------- |
| 1      | Suzuka             | Team Sauber Mercedes             | Chamberlain Engineering               | Résultats |
| 1      | Suzuka             | Jean-Louis Schlesser Mauro Baldi | Fermín Vélez Nick Adams               | Résultats |
| 2      | Dijon-Prenois      | Joest Racing                     | Chamberlain Engineering               | Résultats |
| 2      | Dijon-Prenois      | Bob Wollek Frank Jelinski        | Fermín Vélez Nick Adams               | Résultats |
| 3      | Jarama             | Team Sauber Mercedes             | Chamberlain Engineering               | Résultats |
| 3      | Jarama             | Jean-Louis Schlesser Jochen Mass | Fermín Vélez Nick Adams               | Résultats |
| 4      | Brands Hatch       | Team Sauber Mercedes             | Chamberlain Engineering               | Résultats |
| 4      | Brands Hatch       | Kenny Acheson Mauro Baldi        | Fermín Vélez Nick Adams               | Résultats |
| 5      | Nürburgring        | Team Sauber Mercedes             | Team Mako                             | Résultats |
| 5      | Nürburgring        | Jean-Louis Schlesser Jochen Mass | James Shead (en) Robbie Stirling (en) | Résultats |
| 6      | Donington          | Team Sauber Mercedes             | Tiga Race Team                        | Résultats |
| 6      | Donington          | Jean-Louis Schlesser Jochen Mass | Jari Nurminen (en) Tony Trevor        | Résultats |
| 7      | Spa-Francorchamps  | Team Sauber Mercedes             | Team Mako                             | Résultats |
| 7      | Spa-Francorchamps  | Kenny Acheson Mauro Baldi        | James Shead (en) Robbie Stirling (en) | Résultats |
| 8      | Hermanos Rodríguez | Team Sauber Mercedes             | Team Mako                             | Résultats |
| 8      | Hermanos Rodríguez | Jean-Louis Schlesser Jochen Mass | Andres Contreras Giovanni Aloi        | Résultats |

### Championnat du monde des écuries
Il y a deux classements, un premier pour toutes les catégories et un deuxième pour la catégorie C2 uniquement.

#### Classement toutes catégories C1-C2-GTP
| Pos | Écurie                  | Châssis                             | SUZ  | DIJ  | JAR | BHC  | NÜR  | DON  | SPA  | MEX  | Total |
| --- | ----------------------- | ----------------------------------- | ---- | ---- | --- | ---- | ---- | ---- | ---- | ---- | ----- |
| 1   | Team Sauber Mercedes    | Sauber C9                           | 1    | 2    | 1   | 1    | 1    | 1    | 1    | 1    | 155   |
| 2   | Joest Racing Porsche    | Porsche 962C                        | 3    | 1    |     | 2    | 20   | 4    | 2    | 3    | 84    |
| 3   | Brun Motorsport         | Porsche 962C                        | 8    | 9    | 3   | 6    | 4    | 5    | 4    | 2    | 66    |
| 4   | Silk Cut Jaguar Racing  | Jaguar XJR-9 Jaguar XJR-11          | 5    | Abd. | 2   | 5    | 5    | Abd. | Abd. | 5    | 47    |
| 5   | Nissan Motorsports      | Nissan R88C Nissan R88V Nissan R89C | 4    | 15   | 8   | Abd. | Abd. | 3    | 3    | 12   | 37    |
| 6   | Aston Martin            | Aston Martin AMR1                   |      | 17   |     | 4    | 8    | 6    | 7    | 8    | 26    |
| 7   | Toyota Team Tom's       | Toyota 88C Toyota 89C-V             | 6    | 4    | 10  | Abd. | 7    | 10   | 8    | Abd. | 25    |
| 8   | Porsche Kremer Racing   | Porsche 962CK6                      | 9    | 18   | 7   |      | 3    | 12   | 10   | 9    | 21    |
| 9   | Spice Engineering       | Spice SE89C                         | Abd. | 14   | 4   | Abd. | Abd. | Abd. | 5    | 10   | 19    |
| 10  | Richard Lloyd Racing    | Porsche 962C GTi                    | 13   | 5    |     | Abd. | 11   | 11   | Abd. | 4    | 18    |
| 11  | Courage Compétition     | Cougar C22S                         | 14   | 6    | 9   | 7    | 9    | 9    | Abd. | Abd. | 16    |
| 12  | Équipe Alméras Frères   | Porsche 962C                        | 7    | 19   | 12  | 10   | 14   |      | 21   | 15   | 5     |
| 13= | Chamberlain Engineering | Spice SE86C Spice SE89C             | 23   | 11   | 13  | 8    | 21   | 15   | 13   | 14   | 3     |
| 13= | France Prototeam        | Spice SE88C                         | Abd. | 8    | 14  | 15   | 19   | Abd. | Abd. | 20   | 3     |
| 15  | Mazdaspeed              | Mazda 767 Mazda 767B                | 17   | 10   |     | 13   | 13   | NC   | 9    | 13   | 3     |
| 16  | Obermaier Racing        | Porsche 962C                        | 10   | 20   | 15  | 12   | 16   |      | 12   | Abd. | 1     |

| Couleur | Résultat                     |
| ------- | ---------------------------- |
| Or      | Vainqueur                    |
| Argent  | 2e place                     |
| Bronze  | 3e place                     |
| Vert    | Terminé, dans les points     |
| Bleu    | Terminé, pas dans les points |
| Violet  | Abandon (Ab.) ou (Ret)       |
| Violet  | Non classé (NC)              |
| Rouge   | Pas qualifié (DNQ)           |
| Noir    | Disqualifié (DSQ)            |
| Blanc   | Pas au départ (DNS)          |
| Blanc   | Forfait (WD)                 |
| Blanc   | N'a pas participé (DNP)      |
| Blanc   | Blessé (INJ)                 |
| Blanc   | Exclu (EX)                   |
| Blanc   | Course annulée (C)           |

#### Classement catégorie C2
| Pos | Écurie                         | Châssis                 | SUZ  | DIJ  | JAR  | BHC  | NÜR  | DON  | SPA  | MEX  | Total |
| --- | ------------------------------ | ----------------------- | ---- | ---- | ---- | ---- | ---- | ---- | ---- | ---- | ----- |
| 1   | Chamberlain Engineering        | Spice SE86C Spice SE89C | 1    | 1    | 1    | 1    | 4    | 3    | 2    | 8    | 120   |
| 2   | Team Mako                      | Spice SE88C             |      | 4    | Abd. | 2    | 1    | 2    | 1    | 1    | 100   |
| 3   | PC Automotive                  | Spice SE88C ADA 02B     |      | 3    | 3    | Abd. | 2    | Abd. | 3    | 4    | 61    |
| 4   | France Prototeam               | Spice SE88C             | Abd. | 2    | 2    | 5    | 3    |      | Abd. | 5    | 58    |
| 5   | Tiga Race Team                 | Tiga GC289              | Abd. | DNS  | 4    | 4    | Abd. | 1    | Abd. | 7    | 44    |
| 6   | Porto Kaleo Team               | Tiga GC286 Tiga GC288   |      | 5    | Abd. | 8    | Abd. | Abd. | 4    | 3    | 33    |
| 7   | Roy Baker Racing GP Motorsport | Spice SE87C Tiga GC289  | DSQ  | Abd. |      | 3    | Abd. | NC   | 6    | 6    | 24    |
| 8   | Pierre-Alain Lombardi          | Spice SE86C Spice SE88P |      | Abd. |      | 7    | Abd. | Abd. | Abd. | 2    | 19    |
| 9   | Automobiles Louis Descartes    | ALD C289 ALD 06         |      | Abd. | DNS  | Abd. | Abd. | Abd. | 5    | DNS  | 8     |
| 10  | Didier Bonnet                  | Tiga GC289 ALD 05       |      | DNQ  | Abd. | DNQ  | Abd. | Abd. | 8    | Abd. | 3     |

| Couleur | Résultat                     |
| ------- | ---------------------------- |
| Or      | Vainqueur                    |
| Argent  | 2e place                     |
| Bronze  | 3e place                     |
| Vert    | Terminé, dans les points     |
| Bleu    | Terminé, pas dans les points |
| Violet  | Abandon (Ab.) ou (Ret)       |
| Violet  | Non classé (NC)              |
| Rouge   | Pas qualifié (DNQ)           |
| Noir    | Disqualifié (DSQ)            |
| Blanc   | Pas au départ (DNS)          |
| Blanc   | Forfait (WD)                 |
| Blanc   | N'a pas participé (DNP)      |
| Blanc   | Blessé (INJ)                 |
| Blanc   | Exclu (EX)                   |
| Blanc   | Course annulée (C)           |

### Championnat du monde des pilotes
Il y a deux classements, un premier pour toutes les catégories et un deuxième pour la catégorie C2 uniquement. Seuls les six meilleurs résultats sont pris en compte.

#### Classement toutes catégories C1-C2-GTP
| Pos | Pilote               | Écurie                   | SUZ  | DIJ  | JAR | BHC  | NÜR  | DON  | SPA  | MEX  | Total |
| --- | -------------------- | ------------------------ | ---- | ---- | --- | ---- | ---- | ---- | ---- | ---- | ----- |
| 1   | Jean-Louis Schlesser | Team Sauber Mercedes     | 1    | 2    | 1   | (3)  | 1    | 1    | Abd. | 1    | 115   |
| 2   | Jochen Mass          | Team Sauber Mercedes     | DNS  | 2    | 1   | 3    | 1    | 1    | Abd. | 1    | 107   |
| 3   | Mauro Baldi          | Team Sauber Mercedes     | 1    | 3    | (5) | 1    | 2    | 2    | 1    | Abd. | 102   |
| 4   | Kenny Acheson        | Team Sauber Mercedes     | 2    | 3    | (5) | 1    | 2    | 2    | 1    | Abd. | 97    |
| 5   | Frank Jelinski       | Joest Porsche Racing     | 3    | 1    |     | 2    | Abd. | 4    | 2    | 3    | 84    |
| 6   | Bob Wollek           | Joest Porsche Racing     | 3    | 1    |     | 2    | Abd. | 4    | 2    | Abd. | 72    |
| 7   | Oscar Larrauri       | Repsol Brun Motorsport   | 8    | 9    | 3   |      | 6    | 5    | 4    | 2    | 54    |
| 8=  | Jan Lammers          | Silk Cut Jaguar          | Abd. | Abd. | 2   | 5    | 10   | Abd. | Abd. | 6    | 30    |
| 8=  | Patrick Tambay       | Silk Cut Jaguar          | Abd. | Abd. | 2   | 5    | 10   | Abd. | Abd. | 6    | 30    |
| 10  | Andy Wallace         | Silk Cut Jaguar          | 5    | Abd. | 6   | Abd. | 5    | Abd. | Abd. | 5    | 30    |
| 11= | Mark Blundell        | Nissan Motorsports Intl. |      | 15   | 8   |      |      | 3    | 3    | 12   | 27    |
| 11= | Julian Bailey        | Nissan Motorsports Intl. |      | 15   | 8   |      |      | 3    | 3    | 12   | 27    |

| Couleur | Résultat                     |
| ------- | ---------------------------- |
| Or      | Vainqueur                    |
| Argent  | 2e place                     |
| Bronze  | 3e place                     |
| Vert    | Terminé, dans les points     |
| Bleu    | Terminé, pas dans les points |
| Violet  | Abandon (Ab.) ou (Ret)       |
| Violet  | Non classé (NC)              |
| Rouge   | Pas qualifié (DNQ)           |
| Noir    | Disqualifié (DSQ)            |
| Blanc   | Pas au départ (DNS)          |
| Blanc   | Forfait (WD)                 |
| Blanc   | N'a pas participé (DNP)      |
| Blanc   | Blessé (INJ)                 |
| Blanc   | Exclu (EX)                   |
| Blanc   | Course annulée (C)           |

#### Classement catégorie C2
| Pos | Pilote               | Écurie                  | SUZ  | DIJ  | JAR  | BHC  | NÜR  | DON  | SPA  | MEX | Total |
| --- | -------------------- | ----------------------- | ---- | ---- | ---- | ---- | ---- | ---- | ---- | --- | ----- |
| 1=  | Fermín Vélez         | Chamberlain Engineering | 1    | 1    | 1    | 1    | Abd. | 3    | 2    |     | 107   |
| 1=  | Nick Adams           | Chamberlain Engineering | 1    | 1    | 1    | 1    | Abd. | 3    | 2    |     | 107   |
| 3   | James Shead (en)     | Team Mako               |      | 4    | Abd. | 2    | 1    | 2    | 1    |     | 80    |
| 4   | Robbie Stirling (en) | Team Mako               |      |      | Abd. | 2    | 1    | 2    | 1    |     | 70    |
| 5=  | Olindo Iacobelli     | PC Automotive           |      | 3    | 3    | Abd. | 2    | Abd. | 3    | 4   | 61    |
| 5=  | Richard Piper        | PC Automotive           |      | 3    | 3    | Abd. | 2    | Abd. | 3    | 4   | 61    |
| 7   | Bernard Thuner       | France Prototeam        | Abd. | 2    | 2    | 5    | 3    |      | Abd. | 5   | 58    |
| 8   | Jari Nurminen (en)   | Tiga Race Team          | Abd. |      | 4    |      |      | 1    | Abd. | 7   | 42    |
| 8   | Jari Nurminen (en)   | Porto Kaleo Team        |      | 5    |      |      |      |      |      |     | 42    |
| 9   | Claude Ballot-Léna   | France Prototeam        |      |      | 2    |      | 3    |      | Abd. |     | 27    |
| 10= | Ranieri Randaccio    | Porto Kaleo Team        |      | Abd. | Abd. | 8    | Abd. | Abd. | 4    | 3   | 25    |
| 10= | Pasquale Barberio    | Porto Kaleo Team        |      | Abd. | Abd. | 8    | Abd. | Abd. | 4    | 3   | 25    |

| Couleur | Résultat                     |
| ------- | ---------------------------- |
| Or      | Vainqueur                    |
| Argent  | 2e place                     |
| Bronze  | 3e place                     |
| Vert    | Terminé, dans les points     |
| Bleu    | Terminé, pas dans les points |
| Violet  | Abandon (Ab.) ou (Ret)       |
| Violet  | Non classé (NC)              |
| Rouge   | Pas qualifié (DNQ)           |
| Noir    | Disqualifié (DSQ)            |
| Blanc   | Pas au départ (DNS)          |
| Blanc   | Forfait (WD)                 |
| Blanc   | N'a pas participé (DNP)      |
| Blanc   | Blessé (INJ)                 |
| Blanc   | Exclu (EX)                   |
| Blanc   | Course annulée (C)           |